# 八郎沼
座標: 北緯41度53分19秒 東経140度36分52秒 / 北緯41.88861度 東経140.61444度
八郎沼（はちろうぬま）は、北海道北斗市にある人工の沼。この項目では八郎沼公園についても記載している。

## 概要
1880年（明治13年）頃に開拓使を退職して向野で酪農を始めた伊予国（愛媛県）の山田致人（むねひと）が、牛に水を飲ませるために池を掘って水を蓄えたのがはじまりとなっており、当時は水田の用水としても利用していた。中村長兵衛に所有が移ると、息子の長八郎が沼を含めた周辺の土地管理をしていた。大正後期になると長八郎は沼でコイを飼って鯉料理で収益を得るために周辺の拡張を試みるが、志半ばで亡くなってしまう。長八郎亡き後、沼は「八郎沼」と呼ばれるようになった。その後、合資会社を設立して沼の浚渫や拡張、水門の設置などを行い養魚場として整備したが、水量の不足などが原因で事業は中止となり1936年（昭和11年）に会社は解散した。1975年（昭和50年）から5ヵ年計画で公園として整備を行った。

## 八郎沼公園
八郎沼公園（はちろうぬまこうえん）は、北海道北斗市にある公園。
沼の周りには遊歩道があって1周散策することができ、途中に赤い橋が架かっている。沼にはフナが放流されており、鮒釣りを楽しむことができる。春はサクラやツツジ、初夏から秋にかけてはスイレンの花が咲き、秋になると紅葉で彩られる。公園に隣接して八郎沼パークゴルフ場（全18ホール：八郎沼コース9ホール、きじひきコース9ホール）、北斗市向野体験農園、谷観光農場がある。
自転車競技『きじひき高原ヒルクライム』のスタート地点となっているほか、毎年9月には『北斗市商工観光まつり in 八郎沼』を開催している。

## 参考資料
- “八郎沼公園”. 北海道ファンマガジン.   PNG Office (2008年3月14日). 2015年12月25日閲覧。